# Бабаян, Ваан Шотаевич
Ваа́н Шота́евич Бабая́н (род. 26 ноября 1980, Ереван) — общественный, политический деятель; депутат Национального Собрания Республики Армения 5-го созыва (с 31 мая 2012 года).

## Биография
в 2003 — историко-географический факультет Армянского педагогического университета им. Х. Абовяна. В это время возглавлял студенческий совет факультета (1999—2001), был заместителем председателя студенческого совета университета.
В 2003—2005 годах служил в Вооружённых силах Армении.
С 2006 года — заместитель председателя, в 2007—2011 годы — председатель Молодёжной партии Армении. В мае 2007 года участвовал в парламентских выборах по пропорциональному и по мажоритарному спискам Молодёжной партии Армении. С 2010 года руководил основанными им проектами «Молодёжное правительство» и «Молодёжная мэрия», в 2011 году — Международным образовательным молодёжным форумом стран СНГ «Цахкадзор 2011».
С февраля 2011 года, после присоединения Молодёжной партии Армении к партии Процветающая Армения, избран членом Политсовета, с февраля 2014 года — секретарём Политсовета партии Процветающая Армения.
6 мая 2012 года избран депутатом Национального собрания Армении от партии Процветающая Армения; член постоянных комиссий по внешним сношениям (2012 — 1.4.2015), по вопросам этики (с 2012), заместитель председателя комиссии по вопросам европейской интеграции (с 1.4.2015). . С 9 марта 2015 года — также пресс-секретарь партии Процветающая Армения.
С 2012 года является членом Парламентской делегации Республики Армения в МПА СНГ, членом постоянной комиссии МПА СНГ по аграрной политике, природным ресурсам и экологии, а также .
2015-2016 входил в состав армянской делегации в ПАСЕ.
С марта 2016г. вышел из состава партии Процветающая Армения и начал создание Партии Реформистов. Руководит инициативной группой Партии Реформистов.